# Église Sainte-Catherine de Fains-les-Sources
Pour les articles homonymes, voir église Sainte-Catherine.
L'église Sainte-Catherine est une église catholique située à Fains-Véel, dans le département français de la Meuse en région Grand Est.

## Localisation
L'église est située dans le département français de la Meuse, sur sur la place de la Mairie dans le village de Fains-les-Sources, faisant partie de la commune de Fains-Veel.
L’édifice est bâti sur le versant nord d'une colline étroite et escarpée, dominant tout le vieux village et faisant face à l'ouest vers le Mont de Fains. Son alignement semble répondre au lever du soleil le 25 novembre, fête de la Sainte Catherine éponyme. L'église couvre une superficie de 650 mètres carrés. A l'intérieur, sa longueur est de 31,60 m et sa largeur moyenne est de 13,60 m (15,30 m à son point le plus large). L'épaisseur moyenne des parois est de 0,70 m sur les bases.

## Historique
L'église Sainte-Catherine de Fains-les-Sources est classée au titre des monuments historiques par arrêté du 21 mars 1983. 

L'église telle qu'elle nous apparaît aujourd'hui fut achevée au XVIIe siècle, mais il y a des éléments plus anciens, comme l’indique la date de 1555 inscrite sur la clé de voûte située dans le chœur. On estime que la partie la plus ancienne, la travée au milieu de la grande nef entre la statue de sainte Thérèse et celle de saint Pierre (aujourd'hui retirée) remonte même du XIVe siècle. Cette partie est en effet purement gothique, plus basse, plus longue et moins solide que les autres travées. La construction de l'église actuelle s'étend donc sur plusieurs siècles.

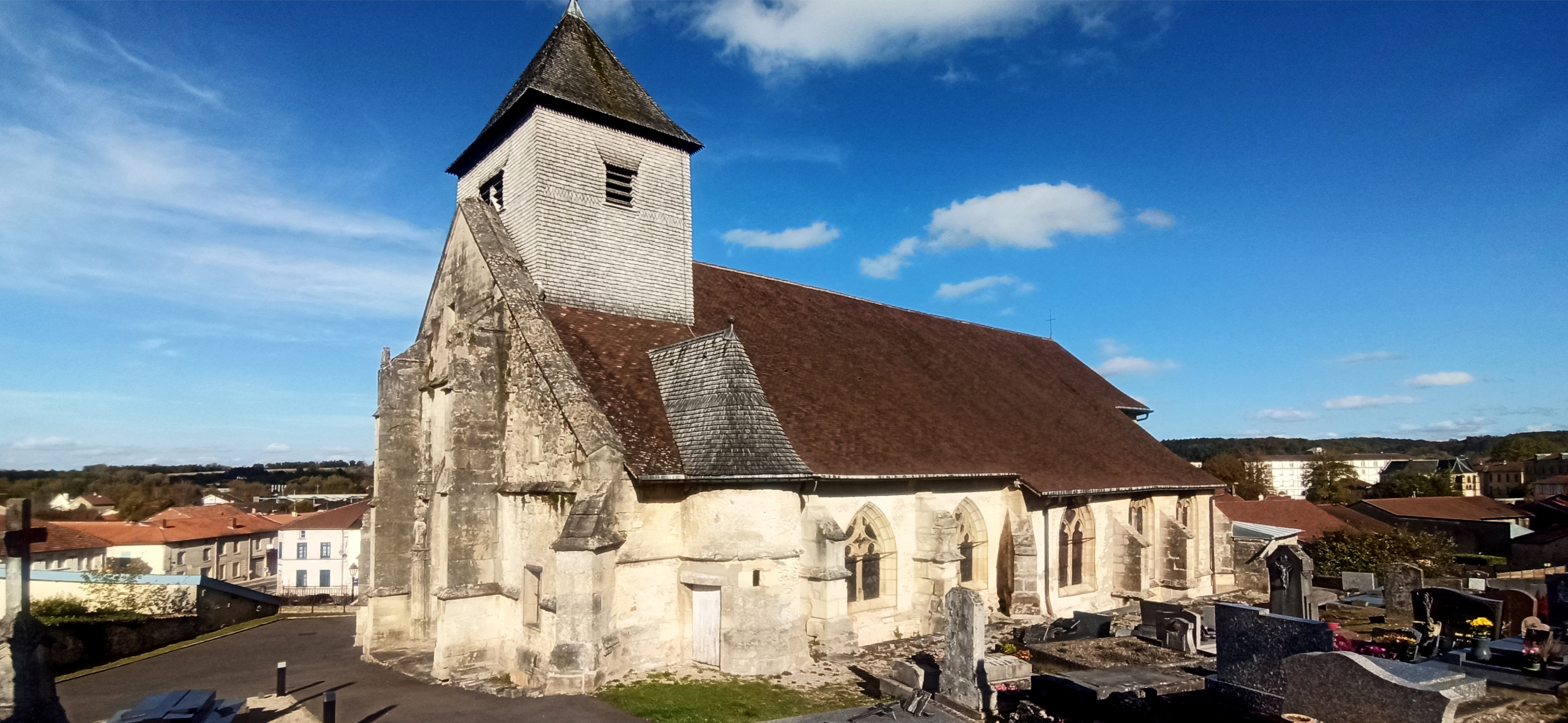
Église de Fains-les-Sources; vue arrière
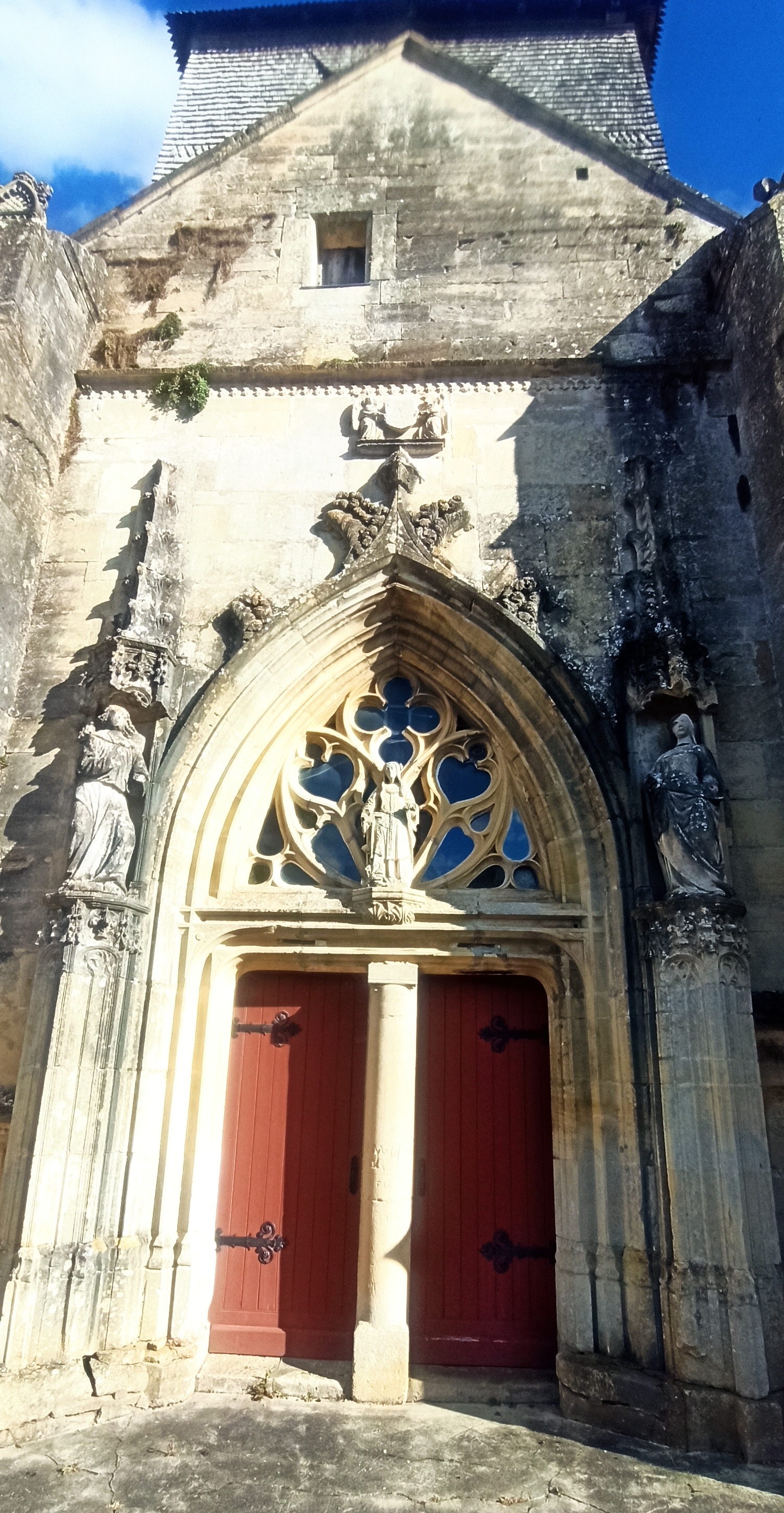
Église de Fains-les-Sources; entrée principale
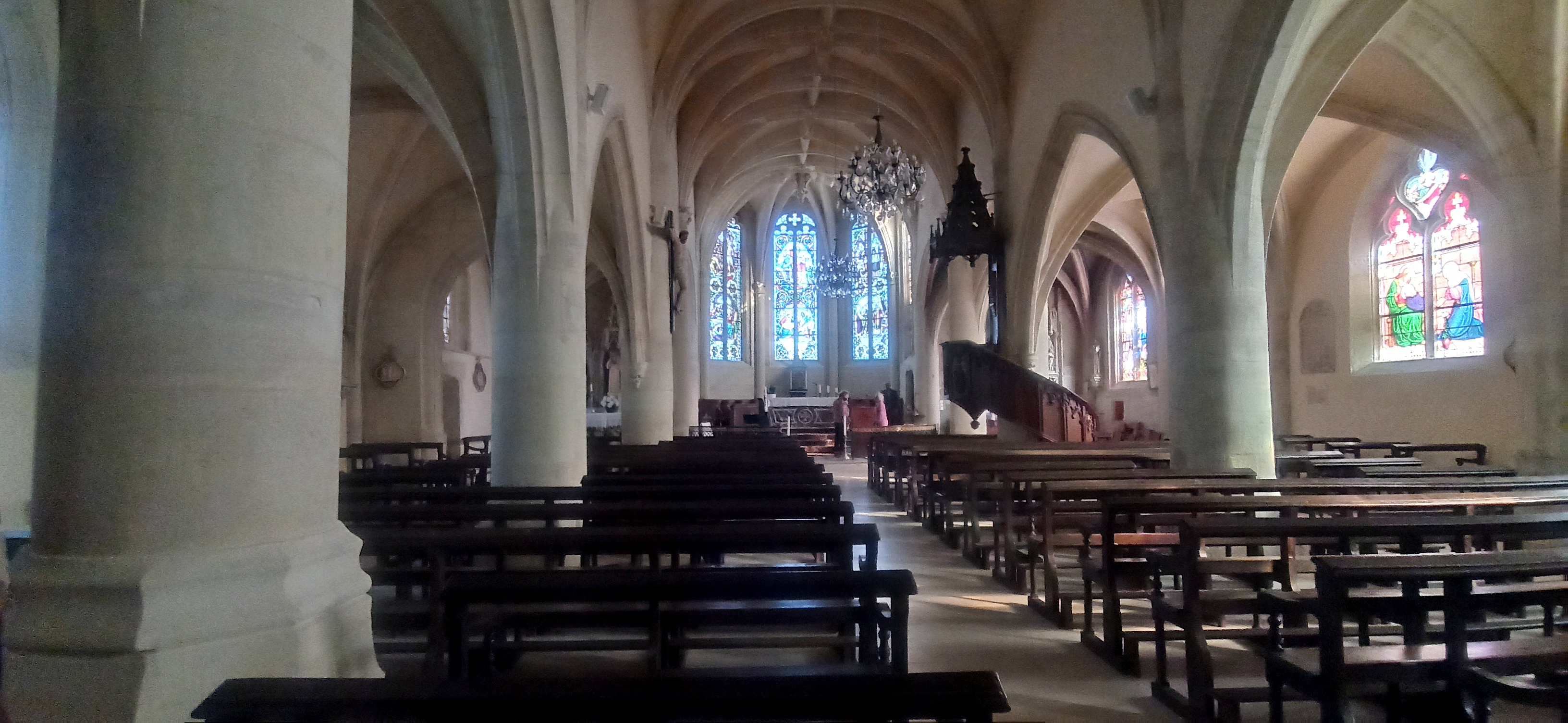
Église de Fains-les-Sources; vue de l'intérieur

Patrimoine mobilier :
- ornement liturgique blanc comprenant : une chasuble, une étole, un manipule, un voile de calice, une dalmatique diaconale, une tunique sous-diaconale, une étole et deux manipules[3].
- 3 statues : la Vierge, L'archange Gabriel, Sainte Catherine[4].
- plaque funéraire de Claude Nicolas Thomas, curé de Fains mort en 1695[5].
- groupe sculpté Saint sépulcre[6].